# Renzo Rivolta
Renzo Rivolta (Desio, 5 settembre 1908 – Milano, 20 agosto 1966) è stato un ingegnere e imprenditore italiano.
Figlio di Pietro (1875-1945) e Mariacarla Barroni (1877-1952), famiglia dedita al commercio di legnami e compensati di Desio, nel 1941 entra nel consiglio di amministrazione dell'azienda Isothermos di Milano scalandone i vertici. Nel 1945 copre la carica di vicepresidente con nomina di consigliere delegato e dal 1950 è presidente. L'azienda da lui condotta si è resa famosa per la microvettura Iso Isetta, oltre a motocicli e motocarri di vario genere, e alle autovetture di granturismo denominate Iso Rivolta.
Alla guida dell'azienda, al suo improvviso decesso, gli succede il figlio Piero.
Renzo Rivolta fu coniugato con Maria Aurelia Barberi (detta Marion, Torino,1906-2007), ebbero due figli: Attilia e Pier Attilio (detto Piero).
A lui è dedicato il parco della città di Bresso che circonda quello che rimane della fabbrica Iso.